# 袋井郵便局
袋井郵便局（ふくろいゆうびんきょく）は静岡県袋井市にある郵便局。民営化前の分類では集配普通郵便局であった。

## 概要
住所：〒437-8799 静岡県袋井市新屋1-1-10
1871年（明治4年）の郵便制度発足にあたり東海道の各宿場に設けられた郵便取扱所を前身とする、日本で最も歴史ある郵便局の一つである。以降現在に至るまで、袋井の郵便事業の中心的な役割を果たし続けている。

## 沿革
- 1871年4月20日（明治4年3月1日） - 日本の近代郵便制度の創設とともに袋井郵便取扱所として開設[1]。
- 1875年（明治8年）1月1日 - 袋井郵便局（五等）となる。
- 1885年（明治18年）6月25日 - 貯金取扱を開始。
- 1890年（明治23年）4月1日 - 為替取扱を開始。
- 1901年（明治34年）12月1日 - 袋井郵便電信局となる。
- 1903年（明治36年）4月1日 - 通信官署官制の施行に伴い袋井郵便局となる。
- 1946年（昭和21年）8月16日 - 特定郵便局から普通郵便局に局種別改定[2]。
- 1953年（昭和28年）4月 - 局舎新築落成。
- 1958年（昭和33年）3月1日 - 久努簡易郵便局の廃止に伴い、取扱事務を承継[3]。
- 1961年（昭和36年）11月1日 - 田原簡易郵便局の廃止に伴い、取扱事務を承継。
- 1985年（昭和60年）8月5日 - 袋井市袋井から、同市国本に局舎を新築、移転。
- 1999年（平成11年） - 外国通貨の両替および旅行小切手の売買に関する業務取扱を開始。
- 2007年（平成19年）10月1日 - 民営化に伴い、併設された郵便事業袋井支店に一部業務を移管。
- 2012年（平成24年）10月1日 - 日本郵便株式会社発足に伴い、郵便事業袋井支店を袋井郵便局に統合。
- 2015年（平成27年）8月31日 - 山梨郵便局から「437-01xx」区域の集配業務を移管。

## 取扱内容
- 郵便、印紙、ゆうパック、内容証明
- 貯金、為替、振替、振込、国際送金、国債、投資信託
- 生命保険、バイク自賠責保険、自動車保険
- ゆうちょ銀行ATM
- 「437-00xx」「437-01xx」区域（袋井市内の一部）の集配業務と「436-8501」区域（NECプラットフォームズ掛川事業所）の配達業務
- ゆうゆう窓口

## 周辺
- 袋井市役所
- 袋井市立袋井中学校
- 袋井警察署
- 国道1号（袋井バイパス）
- 原野谷川

## アクセス
- JR東海道本線 袋井駅から北へ約1.4km（徒歩約16分）
- 秋葉バスサービス 永楽町停留所、もしくは袋井市自主運行バス 袋井市役所停留所下車
- 静岡県道413号磐田袋井線（旧国道1号、東海道）沿い
- 駐車場あり：31台